# Raquel Villacampa
Raquel Villacampa Gutiérrez (Huesca, 1981) es una matemática española que destaca por su labor docente, investigadora y divulgadora, especializada en el campo de la geometría diferencial.

## Trayectoria
Nació en Huesca en 1981. Se licenció en Matemáticas en la Universidad de Zaragoza, obteniendo el premio extraordinario de fin de grado. En 2009 se doctoró en esta misma universidad con la tesis titulada Métricas especiales sobre variedades complejas. Es miembro del Instituto Universitario de Matemáticas y Aplicaciones de la Universidad de Zaragoza (IUMA).
En el año 2010, comenzó a trabajar como profesora en el Centro Universitario de la Defensa de Zaragoza, donde obtuvo la plaza de contratada doctora, permaneciendo hasta 2022. Entre 2017 y 2022 fue Secretaria de la Real Sociedad Matemática Española y en 2018 fue nombrada Subdirectora del Instituto Universitario de Matemáticas y Aplicaciones (IUMA) perteneciente a la Universidad de Zaragoza. Además es profesora en la Universidad de Zaragoza.
En 2018 suscribió el Manifiesto de la Red de Divulgación Matemática a favor del reconocimiento de la divulgación de las matemáticas.
Villacampa forma parte de la iniciativa 11 de febrero y es representante de dicha iniciativa en Huesca. La iniciativa 11 de febrero se originó en torno al Día Internacional de la Mujer y la Niña en la Ciencia para visibilizar la presencia femenina en las profesiones CTIM (ciencia, tecnología, ingeniería y matemáticas) con el objetivo de desarrollar vocaciones científicas en niñas y adolescentes.
En 2020, como parte del IUMA organizó unas jornadas sobre la figura de María Andresa Casamayor. A través de estas jornadas, ayudó a recuperar la figura de la matemática, además de promover la creación de un sello conmemorativo que inauguró la serie de Correos: Mujeres en la Ciencia.

## Reconocimientos
En octubre de 2022, Villacampa recibió junto con sus compañeros Julio Bernues Pardo y Pedro Miana Sanz del Instituto Universitario de Matemáticas y Aplicaciones de la Universidad de Zaragoza, el Premio Tercer Milenio a la Divulgación en Aragón por su iniciativa para rescatar del olvido a la matemática zaragozana María Andresa Casamayor, que también consiguió la mención Celia Amorós a investigaciones con perspectiva de género del Premio Aragón Investiga. Al año siguiente, en 2023, recibieron el Premio Prisma de divulgación al Mejor Proyecto Singular que concede Prismas Casa de las Ciencias a la Divulgación.
También en 2023, Villacampa fue una de las mujeres científicas expuestas en los Escaparates 11F, que muestran el trabajo de mujeres científicas en los escaparates de tiendas de Zaragoza con motivo del Día Internacional de la Mujer y la Niña en la Ciencia que se celebra el 11 de febrero desde que fue proclamado por la Organización de las Naciones Unidas (ONU) en 2015. Esta propuesta parte de Made in Zaragoza, la red de economía creativa de Zaragoza Activa y la iniciativa 11F.
En 2024, el club de opinión de mujeres en Zaragoza "La Sabina" otorgó a Villacampa el premio "Sabina de Plata" como reconocimiento a su trayectoria en el campo científico.

## Publicaciones
Villacampa ha publicado más de 50 trabajos científicos, entre ellos más de 20 artículos de divulgación. Además de su tesis doctoral Métricas especiales sobre variedades complejas, en 2009 en la Universidad de Zaragoza